# Waddington, New York
Waddington är en ort i St. Lawrence County i delstaten New York, USA.